# Allisha Gray

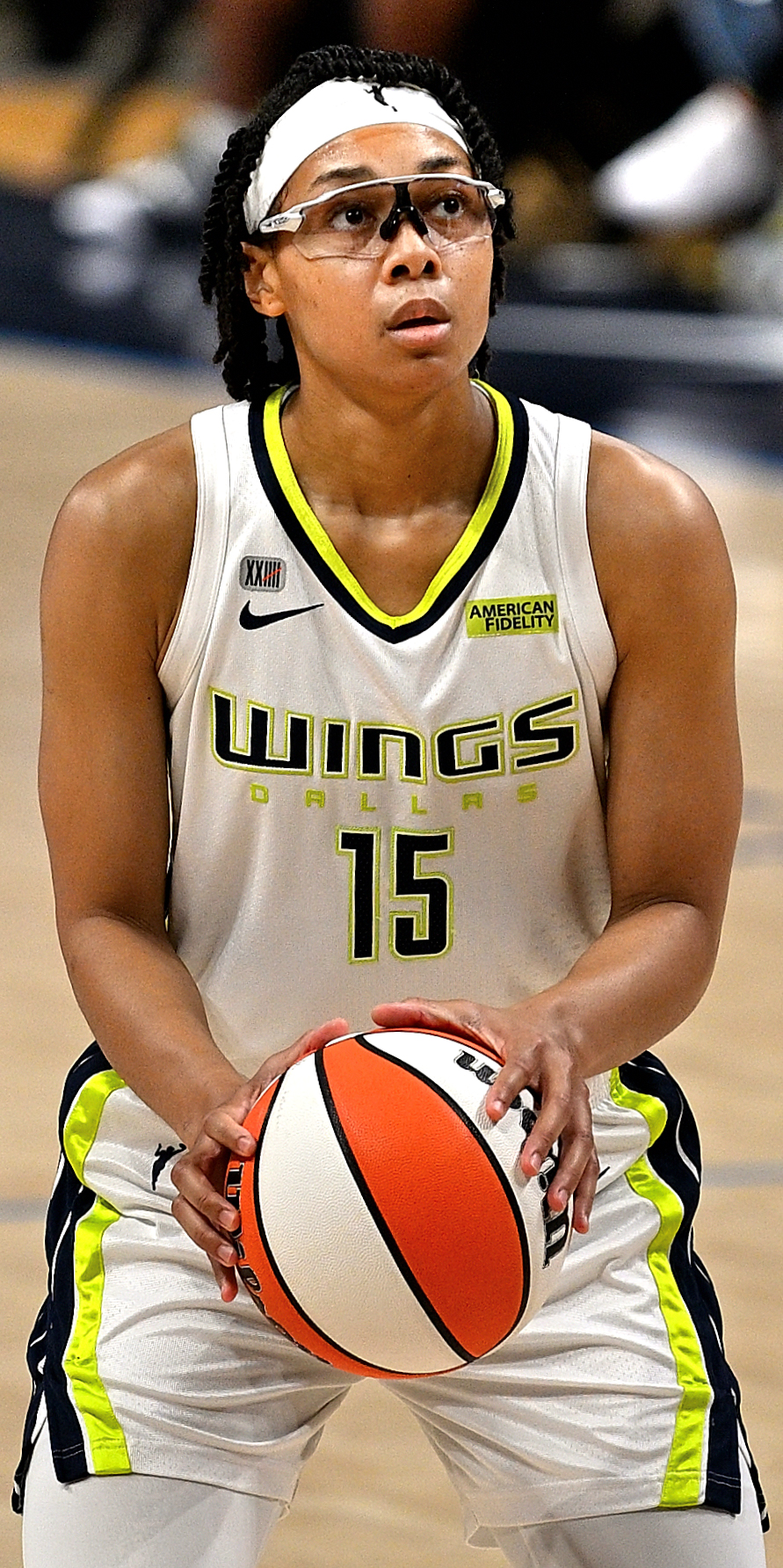

Allisha Gray (ur. 12 stycznia 1996 w Greenwood) – amerykańska koszykarka, występująca na pozycji rzucającej, mistrzyni olimpijska w koszykówce 3x3, aktualnie zawodniczka Lunar Owls BC, a w okresie wiosenno-letnim Atlanty Dream w WNBA.
W 2012 została wybrana najlepszą zawodniczką amerykańskich szkół średnich stanu Georgia (Gatorade Georgia Player of the Year). Trzykrotnie zdobyła nagrodę zawodniczki roku klasy 3A (2010, 2011, 2012). W 2011 poprowadziła Washington County do mistrzostwa stanu klasy 3A, natomiast rok później do wicemistrzostwa. Został też dwukrotnie liderka strzelczyń stanu Georgia (2011, 2012).
1 lutego 2021 podpisała kolejną umowę z Dallas Wings. 21 stycznia 2023 została zawodniczką Atlanty Dream.

## Osiągnięcia
Stan na 17 czerwca 2025, na podstawie, o ile nie zaznaczono inaczej.

### NCAA
- Mistrzyni:
  - NCAA (2017)
  - turnieju konferencji Southeastern (SEC – 2017)
  - sezonu regularnego konferencji SEC (2017)
- Uczestniczka rozgrywek:
  - Elite 8 turnieju NCAA (2014)
  - Sweet 16 turnieju NCAA (2014, 2015)
- Zaliczona do:
  - I składu:
    - NCAA Final Four (2017)
    - ACC (2015)
    - najlepszych pierwszorocznych zawodniczek ACC (2014)
    - turnieju NCAA Stockton Region (2017)

  - II składu najlepszych pierwszorocznych zawodniczek NCAA Freshman All-America (2014 przez Full Court)
  - WBCA All-America Honorable Mention (2015)
  - składu SEC Winter Academic Honor Roll (2017)
- Zawodniczka tygodnia SEC (26.01.2017)

### WNBA
- Debiutantka roku WNBA (2017)[8]
- Zaliczona do I składu debiutantek WNBA (2017)
- Uczestniczka meczu gwiazd WNBA (2023, 2024)
- Zwyciężczyni konkursu:
  - rzutów za 3 punkty WNBA (2024)
  - Skills Challenge (2024)

### Inne drużynowe
- Mistrzyni:
  - Izraela (2019)[9]
  - ligi Athletes Unlimited (2024)
- Zdobywczyni Pucharu Izraela (2019)[9]

### Reprezentacja
- Mistrzyni olimpijska 3x3 2020 (2021)[10][11]
- Uczestniczka kwalifikacji:
  - olimpijskich w koszykówce 3x3 (2021)
  - do mistrzostw świata (2022)